# Литл Канада (Минесота)
Литл Канада (енгл. Little Canada) град је у америчкој савезној држави Минесота.

## Демографија
По попису из 2010. године број становника је 9.773, што је 2 (0,0%) становника више него 2000. године.
| Група             | 2000.         | 2010.         |
| Белци             | 8.242 (84,4%) | 7.053 (72,2%) |
| Афроамериканци    | 410 (4,2%)    | 641 (6,6%)    |
| Азијати           | 653 (6,7%)    | 1.280 (13,1%) |
| Хиспаноамериканци | 224 (2,3%)    | 566 (5,8%)    |
| Укупно            | 9.771         | 9.773         |